# Copa de Clubes de la CECAFA 1993
La Copa de Clubes de la CECAFA 1993 fue la 19.ª edición de este torneo de fútbol a nivel de clubes de África organizado por la CECAFA y que contó con la participación de 7 equipos representantes de África Central y África Oriental.
El Young Africans SC de Tanzania venció al Nakivubu Villa de Uganda en la final disputada en Kampala, Uganda para ganar el título por segunda ocasión y el tercero de manera consecutiva para los equipos de Tanzania. El campeón defensor Simba SC de Tanzania fue eliminado en la fase de grupos.

## Fase de grupos

### Grupo A
| Nakivubo Villa    | 3-1 | Young Africans |
| Malindi FC        | 0-1 | Nakivubo Villa |
| Young Africans SC | 2-1 | Malindi FC     |

| Club              | G | E | P | GF | GC | Pts |
| ----------------- | - | - | - | -- | -- | --- |
| Nakivubo Villa    | 2 | 0 | 0 | 4  | 1  | 4   |
| Young Africans SC | 1 | 0 | 1 | 3  | 4  | 2   |
| Malindi FC        | 0 | 0 | 2 | 1  | 3  | 0   |

### Grupo B
| Express FC        | 2-2 | Bata Bullets      |
| Express FC        | 2-0 | Simba SC          |
| Al-Hilal Omdurmán | 0-2 | Express FC        |
| Bata Bullets      | 0-0 | Simba SC          |
| Bata Bullets      | 2-0 | Al-Hilal Omdurmán |
| Simba SC          | 1-0 | Al-Hilal Omdurmán |

| Club              | G | E | P | GF | GC | Pts |
| ----------------- | - | - | - | -- | -- | --- |
| Express FC        | 2 | 1 | 0 | 6  | 2  | 5   |
| Bata Bullets      | 1 | 2 | 0 | 4  | 2  | 4   |
| Simba SC          | 1 | 1 | 1 | 1  | 2  | 3   |
| Al-Hilal Omdurmán | 0 | 0 | 3 | 0  | 5  | 0   |

## Semifinales
| Equipo 1       | Resultado | Equipo 2          |
| -------------- | --------- | ----------------- |
| Nakivubu Villa | 3-0       | Bata Bullets      |
| Express FC     | 1-3       | Young Africans SC |

## Final
| Equipo 1       | Resultado | Equipo 2          |
| -------------- | --------- | ----------------- |
| Nakivubu Villa | 1-2       | Young Africans SC |

## Campeón
| Copa de Clubes de la CECAFA 1993 |
| -------------------------------- |
| Bandera de Tanzania              |
| Young Africans SC 2º Título      |